# Alex Comfort
Alexander Comfort (* 10. Februar 1920 in Palmers Green, London; † 26. März 2000 in Oxford) war ein britischer Arzt, Schriftsteller, Psychologe, Wissenschaftler, Pazifist und Anarchist.

## Leben
Alexander Comfort wurde in Palmers Green, einem Stadtviertel im Norden Londons, als Sohn eines Marineoffiziers und einer Lehrerin geboren. Als Schüler an der Highgate School experimentierte er im Alter von 14 Jahren in seiner Freizeit mit Schießpulver und versuchte eine neue Zusammensetzung zu entwickeln. Dabei verletzte er seine linke Hand so schwer, dass nur der Daumen erhalten blieb.
Im Alter von 16 Jahren schrieb Comfort sein erstes Buch The Silver River, ein Roman, der auf einer Reise basiert, die er mit seinem Vater nach Afrika und Südamerika unternommen hatte. Der Roman wurde 1938 von Chapman & Hall veröffentlicht.
Während des Zweiten Weltkriegs wurde Comfort politisch aktiv. Er war Kriegsdienstverweigerer und führte eine Kampagne gegen die wahllose Bombardierung Deutschlands. In der Zeit von 1941 bis 1945 schrieb er drei Romane, zwei Stücke und vier Bücher der Poesie. Ferner schrieb Comfort ein Lehrbuch über Physiologie und Biologie, mit dem englischen Titel First Year Physiological Technique. 1947 promovierte er in Biochemie.
Mit seiner Frau Ruth Harris war er 30 Jahre lang verheiratet, betrog diese jedoch über 10 Jahre lang mit Jane Henderson. 1972 ließ sich das Ehepaar Comfort scheiden und Alex heiratete 1973 Jane Henderson.
1972 veröffentlichte Alex Comfort The Joy of Sex (Die Freude am Sex), das im Erscheinungsjahr eine breite Diskussion auslöste und zu einem in bis heute 20 Sprachen übersetzten Bestseller wurde. In diesem Buch beschreibt Comfort seine eigenen Sexpraktiken. Es folgten 1974 die Fortsetzungen More Joy of Sex und 1991 New Joy of Sex.
Von 1974 bis 1983 war Comfort Dozent am psychiatrischen Institut der Stanford University und von 1980 bis 1991 Professor am neuropsychiatrischen Institut an der University of California.
1994 veröffentlichte Sinclair Stevenson seinen letzten Gedichtband Mikrokosmos. Weiter forschte er über das Altern sowie über die Arbeit mit Generationen.
Im Jahr 2000 starb er im Alter von 80 Jahren in einem Pflegeheim in Banbury, nordwestlich von London.

## Werke

### Gedichte
- One Man's Hands (Musik: Pete Seeger)[4]

### Romane
- 1938: The Silver River, Chapman & Hall.
- 1961: Come Out to Play, Eyre & Spottiswoode, London.

### Sachbücher
- 1946: Art And Social Responsibility.
- 1948: Barbarism And Sexual Freedom.
- 1950: Authority And Delinquency In The Modern State, London: Routledge & Kegan Paul. Paperback: Authority and Delinquency: A Study in the Psychology of Power (1970) Sphere Books.
- 1950: Sexual Behaviour In Society.
- 1963: Sex in Society, London: Duckworth. Der aufgeklärte Eros: Plädoyer für eine menschenfreundliche Sexualmoral, Reinbek: Rororo 1968 (zuerst München: Szczesny 1964).
- 1966: Nature and Human Nature, London: Weidenfeld and Nicolson. Natur und menschliche Natur: Die Selbstbefreiung des Menschen aus den Zwängen der Instinkte, Reinbek: Rowohlt 1970.
- 1972: The Joy of Sex: A Gourmet Guide to Lovemaking, Crown.
  - Freude am Sex (1976)
- 1974: More Joy of Sex, Crown.
- 1991: The New Joy of Sex, Crown.
- Tantra of Sex
- 1994: Writings Against Power and Death.